# Coda pronti
La coda pronti (in inglese ready queue o run queue) indica una coda di processi pronti per essere mandati in esecuzione.
Negli algoritmi di scheduling dei sistemi operativi basati su Unix, come Linux e AIX, viene implementata con una lista concatenata di PCB relativi a processi (o a thread) dotati della stessa priorità.
Il comando Unix sar permette di conoscere la lunghezza della coda pronti.